# Umphakatsi
Un umphakatsi (imiphakatsi en plural) es la división administrativa más pequeña en que está dividido el Reino de Suazilandia.
Existen unos 360 imiphakatsi en el país, que se agrupan en tikhundlas y éstos, a su vez, en cuatro distritos o regiones.
Los imiphakatsi se corresponden con las distintas comunidades locales. Las ciudades más grandes pueden estar divididas en varios imiphakatsi.
- Datos: Q284663